# Minoru Shibuya
Minoru Shibuya (渋谷実 Shibuya Minoru?, Toquio, 2 de enero de 1907 – 20 de diciembre de 1980) fue un director de cine japonés.

## Biografía
Nacido en Tokio, Shibuya estudió en la Universidad de Keiō pero abandonó los estudios antes de graduarse. Trabajo en Shochiku en 1930 como asistente bajo las órdenes de Yasujirō Ozu, Mikio Naruse, y Heinosuke Gosho, antes de realizar su debut como director en 1937. Dirigió unas 50 películas entre 1937 y 1966. Shibuya "trabajada con igual facilidad en comedia y melodrama, y dejaba su marca con la ironía pero compasivo con las dificultades del comienzo de la posguerra".
Una película notable fue "El rábano y la zanahoria", que se suponía que sería la próxima película de Ozu antes de morir. Pero como señala el crítico Chris Fujiwara, las "películas de Shibuya son un mundo aparte de Ozu: duras, a veces estridentes, en tono, salpicadas de humor negro, que tienden a retorcer el cuerpo humano o empujarlo al fondo de composiciones violentamente modernistas".

## Filmografía
- Mama no endan (ママの縁談) (1937)
- Haha to ko (母と子) (1938)
- Gendai-jin (現代人) (1952)
- Honjitsu kyūshin (本日休診) (1952)
- Christ in Bronze (青銅の基督 Seidō no Kirisuto) (1956)
- Seigiha (正義派) (1957)
- Akujo no kisetsu (悪女の季節) (1958)
- Mozu (もず) (1961)
- Kōjin kōjitsu (好人好日) (1961)
- Yopparai tengoku (酔っぱらい天国) (1961)
- The Radish and the Carrot (大根と人参 Daikon to ninjin) (1965)